# Ždrimačka jezera
Ždrimačka jezera leže između Uskoplja i Crnodolskog potoka na visini od oko 800 metara u selu Ždrimcima. Tu su tri jezera: Hadžino, Pijavičko i Pasije. Jezera su jedno od drugog udaljena nekih 250 metara i nalaze se u valovitoj dolini koja se na sjeverozapadu spušta k Uskoplju.
Geomorfološki su spomenici prirode.

## Hadžino jezero
Hadžino jezero je najveće jezero. Kružnog je oblika s dužinom oko 120 metara i širinom do 100 metara te s najvećom dubinom od 9,20 metara.